# 白鹤水库 (合川)
白鹤水库是中国重庆市合川区境内的一座水库，位于南溪口河支流三庙河上，建于1977年。水库正常库容为2030万立方米，集雨面积为43平方千米，海拔为271米。